# Lauren Shuler Donner

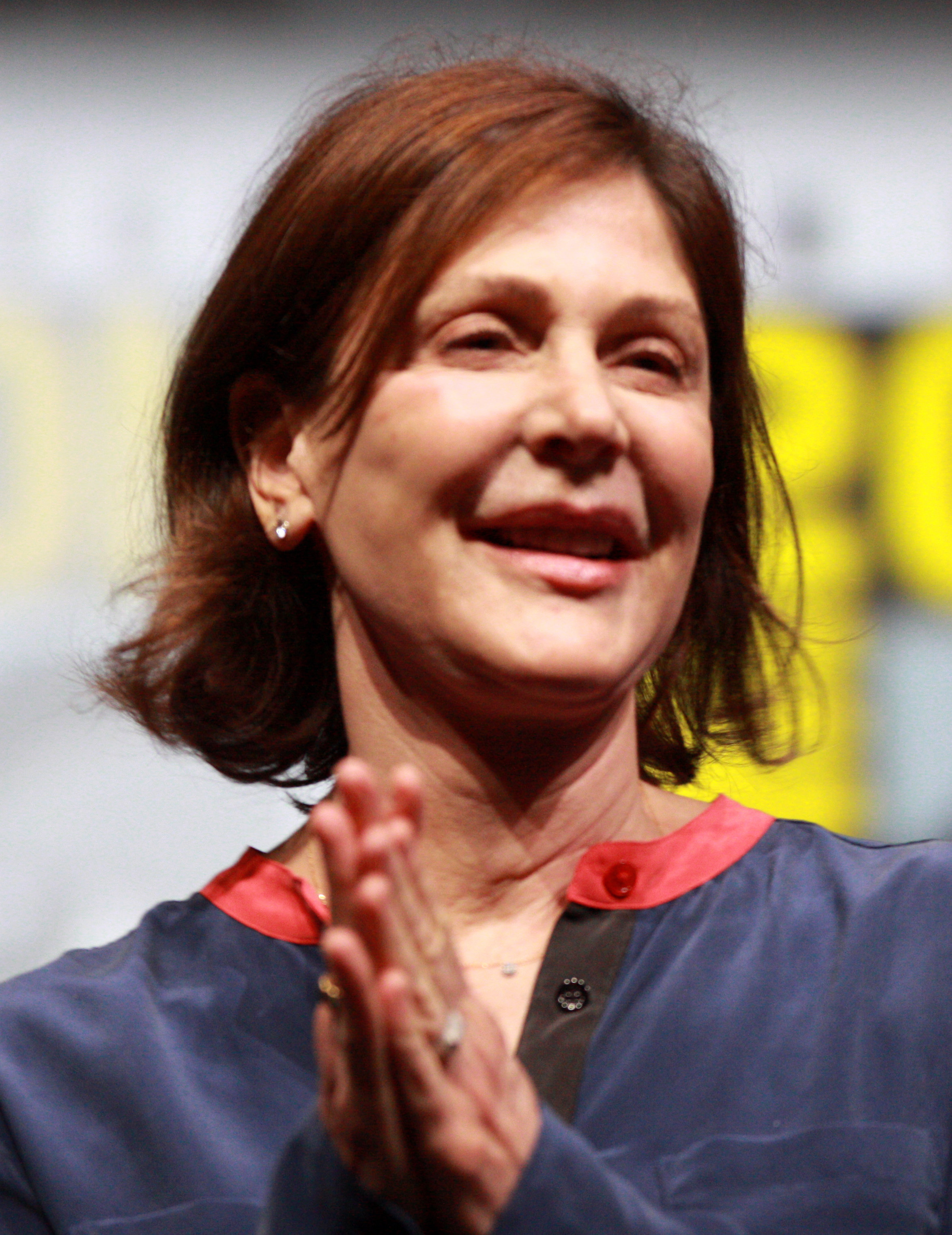
Lauren Shuler Donner in 2013

Lauren Shuler Donner (Cleveland, 23 juni 1949) is een Amerikaanse filmproducente. Zij is gespecialiseerd in jeugd- en familiefilms. Samen met haar man Richard Donner is ze eigenaar van het filmproductiebedrijf The Donner's Company.

## Biografie
Ze werd onder de naam Lauren Diane Shuler geboren in Cleveland als dochter van een huisvrouw en een groothandelaar. Ze groeide op in Columbus, waar ze aan fotografie deed. Na het bekijken van The Deer Hunter, besloot Shuler haar carrière te starten in de filmindustrie. Vervolgens studeerde ze film aan de Universiteit van Boston. Naar aanleiding van het advies van een leraar verhuisde ze naar Los Angeles. Daar werkte Shuler als assistent-redacteur van educatieve en medische films, waarna ze in de jaren zeventig voor het televisienetwerk NBC als een cameravrouw ging werken vanwege haar fotografische ervaring. Nadat ze les kreeg van de ploeg van de The Tonight Show, werd Shuler door NBC gevraagd om te werken aan het lokale nieuws. Daarna deed Shuler  freelance werk voor Metromedia, waar ze aan beelden van rockconcerten, sitcoms en televisiefilms werkte. In 1976 besloot Shuler aan de slag te gaan als een associate producer. In die functie werkte ze twee jaar later aan de film Thank God It's Friday. In 1979 maakte ze haar debuut als producent in de door Joel Schumacher geregisseerde tv-film Amateur Night at the Dixie Bar and Grill. Een jaar later trouwde ze met Mark Rosenberg. In 1983 debuteerde ze als filmproducent met de film Mr. Mon. Ze scheidde in 1984 van haar man. In 1985 produceerde ze samen met Richard Donner de speelfilm Ladyhawke en nog hetzelfde jaar hertrouwde Shuler met Donner. Nadien produceerde ze verschillende films, waaronder de X-Men-filmreeks. Vanwege haar verdiensten voor de film kreeg Shuler Donner in 2008 een ster aan de Hollywood Walk of Fame.

## Filmografie (selectie)
- Thank God It's Friday (1978) (associate producer)
- Mr. Mom (1983)
- Ladyhawke (1985)
- St. Elmo's Fire (1985)
- Pretty in Pink (1986)
- Lethal Weapon 3 (1992) (cameo)
- Free Willy (1993)
- Maverick (1994) (cameo)
- Free Willy 2: The Adventure Home (1995)
- Assassins (1995) (uitvoerend producent)
- Free Willy 3: The Rescue (1997) (uitvoerend producent)
- You've Got Mail (1998)
- X-Men (2000)
- Just Married (2003)
- X2 (2003)
- Constantine (2005)
- X-Men: The Last Stand (2006)
- The Secret Life of Bees (2008)
- X-Men Origins: Wolverine (2009)
- Edge of Darkness (2010) (uitvoerend producent)
- Free Willy 4: Escape from Pirate Cove (2010)
- X-Men: First Class (2011)
- The Wolverine (2013)
- X-Men: Days of Future Past (2014)
- Deadpool & Wolverine (2024)